# Godoli
Godoli là một thị trấn thống kê (census town) của quận Satara thuộc bang Maharashtra, Ấn Độ.

## Nhân khẩu
Theo điều tra dân số năm 2001 của Ấn Độ, Godoli có dân số 16.751 người. Phái nam chiếm 52% tổng số dân và phái nữ chiếm 48%. Godoli có tỷ lệ 83% biết đọc biết viết, cao hơn tỷ lệ trung bình toàn quốc là 59,5%: tỷ lệ cho phái nam là 85%, và tỷ lệ cho phái nữ là 81%. Tại Godoli, 11% dân số nhỏ hơn 6 tuổi.